# أوين ويد
أوين ويد (بالإنجليزية: Owen Wade)‏ هو سياسي أمريكي، ولد في 1831، وتوفي في 1902. حزبياً، نشط في الحزب الجمهوري. وقد انتخب عضو مجلس نواب أوريغون وانتخب عضو جمعية ولاية كاليفورنيا.